# Colostygia brockenensis
Colostygia brockenensis là một loài bướm đêm trong họ Geometridae.